# Cléo de Mérode
Pour les articles homonymes, voir Merode.
Cléopâtre-Diane de Merode, dite Cléo de Mérode, est une danseuse, courtisane, modèle et icône de beauté française née le 27 septembre 1875 dans le 5e arrondissement de Paris et morte le 17 octobre 1966 dans le 8e arrondissement de la même ville.

## Biographie

### Origines et débuts dans la danse

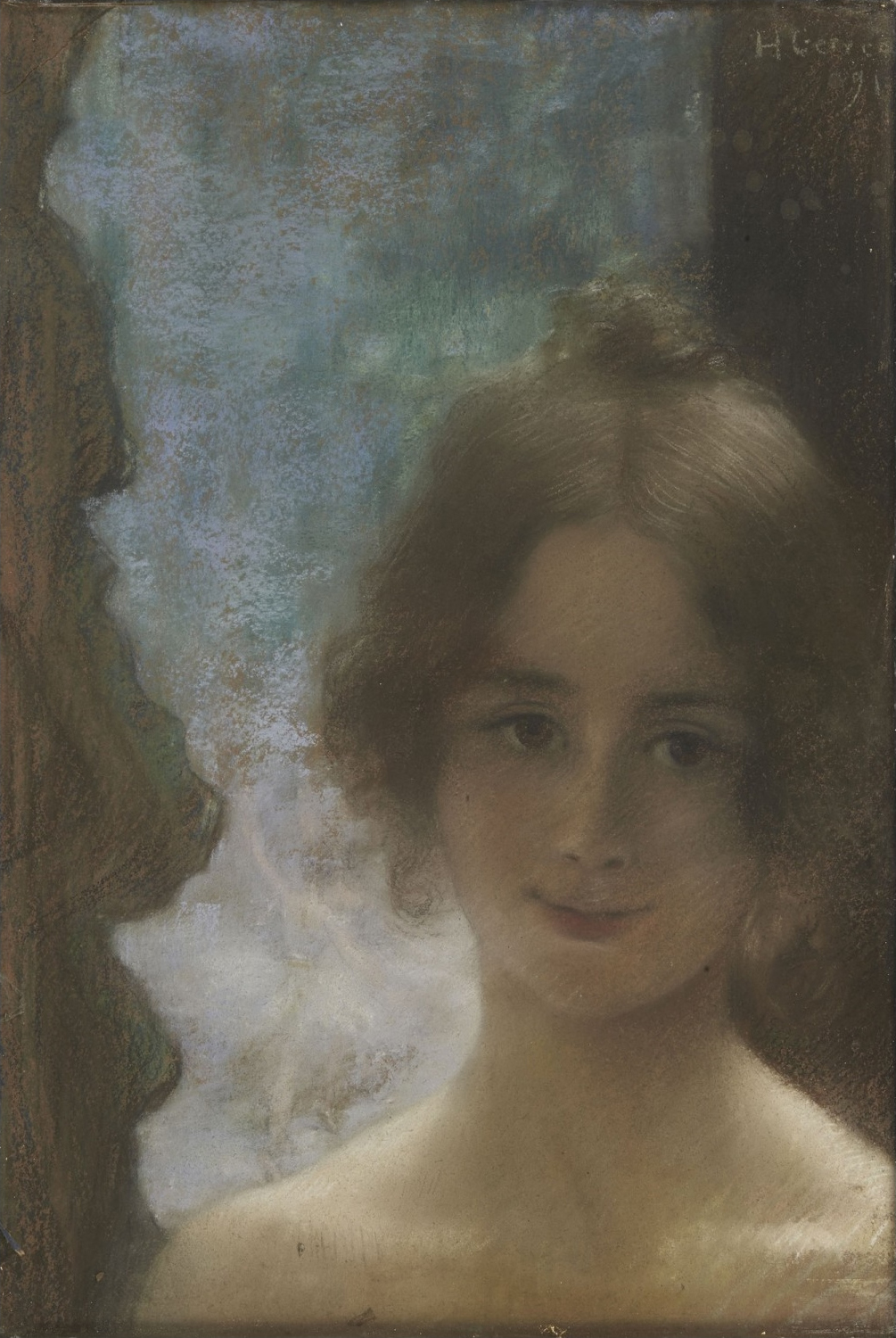
Portrait de Cléo de Mérode, 1891,
Henri Gervex, collection privée.

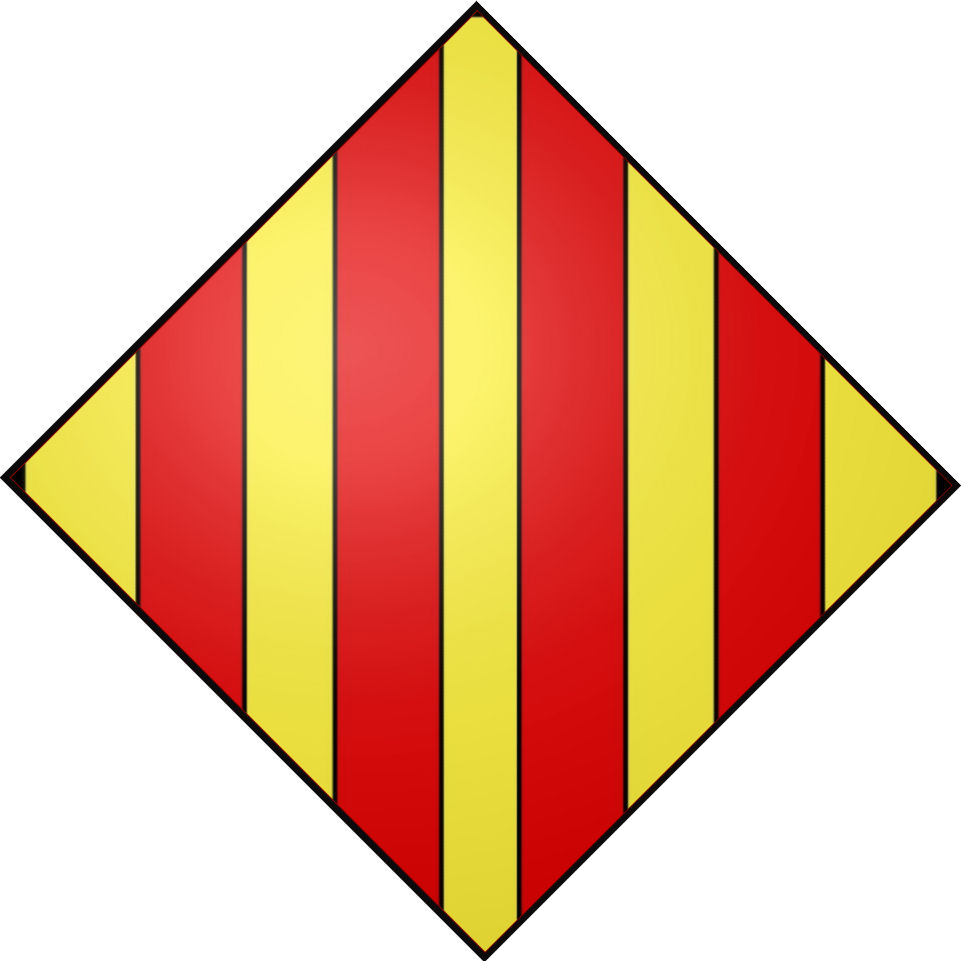
Armes des Merode.

De naissance illégitime, elle est la fille naturelle de Vincentia Marie Cécilia von Merode (1850-1899), baronne belge issue de la branche autrichienne de la famille de Merode, abandonnée par son amant, membre de la haute bourgeoisie autrichienne. Vincentia de Merode conserve toutefois le soutien financier de sa famille. Sa fille étudie chez les sœurs de Saint-Vincent-de-Paul, rue de Monceau à Paris.
Formée à l'école de danse de l'Opéra de Paris, Cléopâtre-Diane, dite Cléo de Mérode, crée en 1896 au casino de Royan Phryné, un ballet de Louis Ganne, puis est nommée grand sujet à l'Opéra de Paris et danse dans Coppélia, Sylvia ou la Nymphe de Diane de Léo Delibes, Les Deux Pigeons d'André Messager, L'Étoile d'André Wormser et Le Couronnement de la Muse de Gustave Charpentier. Elle quitte l'institution en 1898 puis entreprend une carrière indépendante internationale et danse jusqu'à la Première Guerre mondiale.
Son charme lui vaut alors une foule d'admirateurs intéressés.

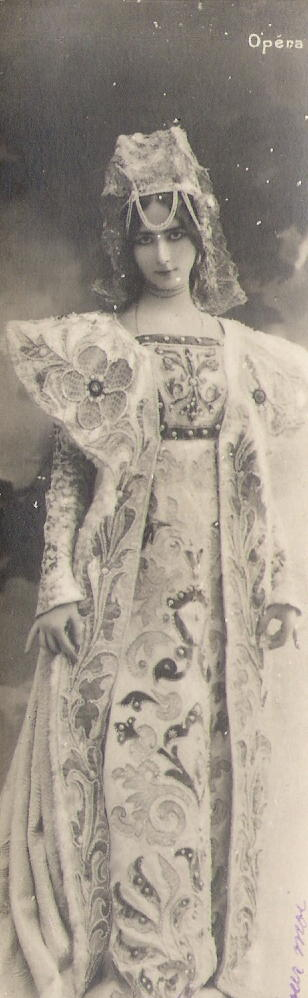
Cléo de Mérode dans le ballet Lorenza en 1901 aux Folies Bergère, cliché Reutlinger.

Elle se produit à l'Exposition universelle de Paris en 1900 dans les « danses cambodgiennes », créées en 1902 à Moscou et Madrid Tanagra sur un poème de Paul Franck  puis Phoébé à l'Opéra-Comique à Paris. En 1901, le directeur des Folies Bergère, Édouard Marchand, la recrute pour un ballet pantomime en trois actes dénommé Lorenza. C'est le dernier grand spectacle qu'il organise dans cette salle parisienne. Malgré une rentrée réussie en 1924, elle décide de se retirer du monde de la danse à Paris. Sur la demande d'Henri Varna et Émile Audiffred, elle reparaît ponctuellement sur scène en juin 1934 dans La revue 1900 aux côtés du danseur George Skibine. « Je portais une robe de satin rose, baleinée à la taille, très longue, avec un ruché dans le bas. Nous dansions cinq valses à la file ; nous finissions par un grand tourbillon, et Skibine m'emportait dans ses bras au fond de la scène ».
Sa beauté délicate, hors des canons de beauté 1900, est restée légendaire, ainsi que les hommages qu'elle reçoit de quelques célèbres soupirants, plus particulièrement le roi Léopold II de Belgique, aventures qu'elle relate dans ses mémoires, Le Ballet de ma vie, publiées en 1955 par les Éditions Horay, à Paris. La rumeur infondée de leur liaison et, par conséquent de son influence sur la politique belge et congolaise, a cependant nui à sa réputation.

### Égérie d'artistes

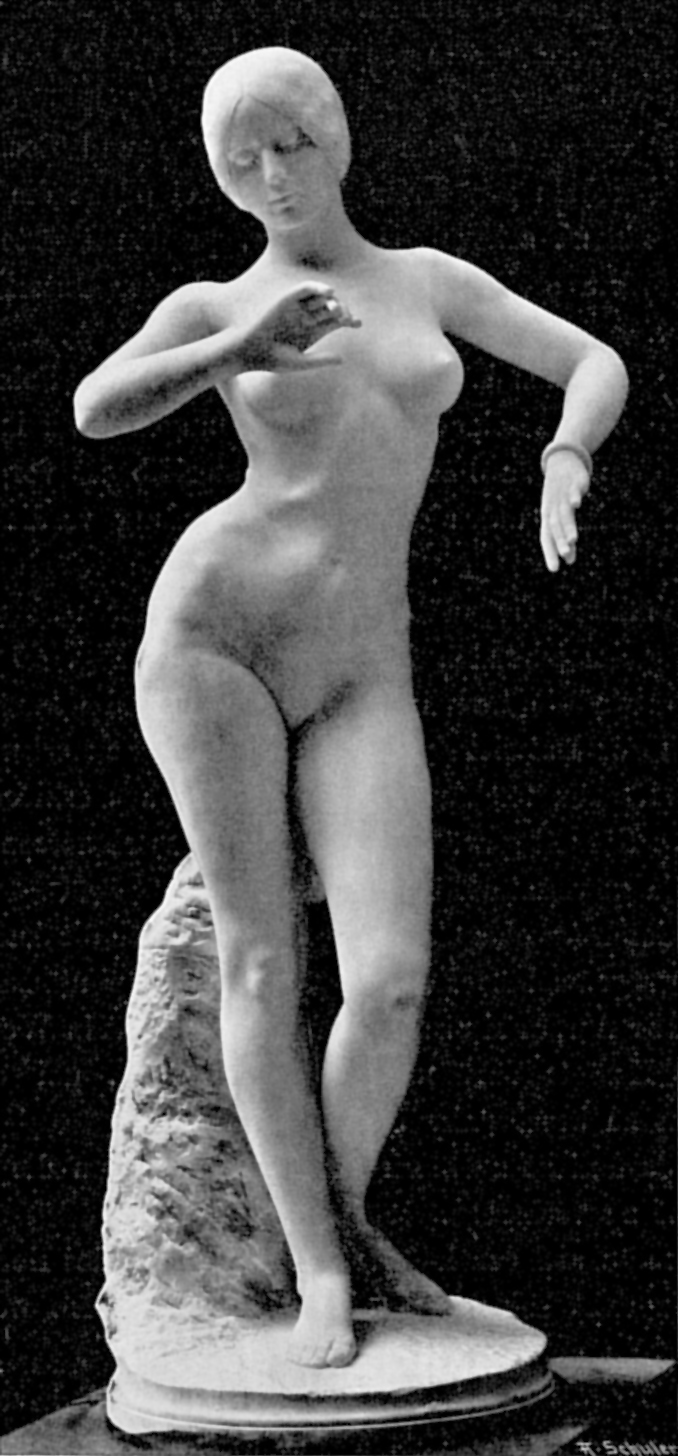
Alexandre Falguière, La Danseuse (Salon de 1896), marbre, sculpture pour laquelle Cléo de Mérode a posé. Localisation inconnue.

Elle pose pour le sculpteur Alexandre Falguière, pour les peintres Edgar Degas, Jean-Louis Forain, Giovanni Boldini; elle est représentée par Henri de Toulouse-Lautrec, par le verrier capitaine d'industries et artiste Georges Despret, et a son effigie en cire au musée Grévin dès 1895, façonnée par le chef d'atelier du musée, le sculpteur Léopold Bernstamm.
Elle est une des premières femmes dont l'image photographique, due notamment aux photographes Paul Nadar (1856-1939), fils et successeur de Félix Nadar, et surtout Léopold-Émile Reutlinger (1863-1937), est diffusée à l'échelle mondiale. Elle pose également pour l'atelier photographique Benque (photographies prises à l'Opéra de Paris, à partir de 1890), le photographe Charles-Pierre Ogerau (1868-1908), auteur d'une série de portraits en 1895, et plus tard, Henri Manuel (1874-1947).
Élue « reine de Beauté » sur photographies par les lecteurs de L'Illustration en 1896, parmi 131 célébrités, dont Sarah Bernhardt, elle accroît sa notoriété la même année avec un parfum de scandale, du fait de l'exposition de la sculpture La Danseuse d'Alexandre Falguière au Salon des artistes français. Ce nu en marbre blanc grandeur nature aurait été taillé d'après un moulage en plâtre de son corps, œuvre conservée à Paris au musée d'Orsay,. Si le grain de la peau visible sur le plâtre prouve bien un moulage sur le vif, Cléo de Mérode s'est pourtant toujours défendue d'avoir posé nue. Elle accuse Falguière d'avoir fabriqué une œuvre à scandale en moulant le corps de la statue sur un autre modèle féminin, alors qu'elle n'aurait posé que pour la tête.
Des personnalités contemporaines aussi diverses que les hommes de lettres Jean de Tinan (dans Penses-tu réussir !), Georges Rodenbach (article de presse à propos de La Danseuse de Falguière), ou le peintre Paul Klee (Journal), laissent des témoignages écrits exprimant le pouvoir de fascination qu'exerçait son image, en mouvement sur scène, ou fixée par la photographie.
Jean Cocteau écrit qu'elle est « la Belle des belles », « cette vierge qui ne l'est pas, cette dame préraphaélite qui marche les yeux baissés à travers les groupes. […] Un autre fantôme l'escorte, un fantôme royal avec un bel éventail de barbe blanche. Le profil de Cléo est tellement gracieux, tellement divin que les caricaturistes s'y brisent ». Le poète fait ici référence à sa liaison supposée mais toujours démentie par elle avec le roi des Belges Léopold II.
Elle séjourne plusieurs étés de sa vie à Biarritz ou au château de Rastignac à La Bachellerie en Dordogne, chez la famille Lauwick.
Cléo de Merode fut une amie de Reynaldo Hahn, qui lui voua tout sa vie un culte ; elle sera pour lui « la déesse radieuse, le parfum impérissable qui embaumer son cœur d'une odeur immortelle ».

### Une réputation de demi-mondaine qui la poursuit toute sa vie
En 1950, Cléo de Mérode gagne un procès contre Simone de Beauvoir, qui en 1949 dans Le Deuxième Sexe l'assimilait à une « cocotte »,, ignorant par ailleurs qu'elle était encore en vie. Le juge considère que l'ancienne danseuse aurait dû publiquement démentir cette rumeur à l'époque mais indique que les propos de la philosophe sont inconvenants et la condamne à faire retirer cette mention de son livre et à un franc symbolique d'amende, alors que Cléo de Mérode réclamait 5 millions. Dans Les femmes, actrices de l'Histoire, l'historienne Yannick Ripa écrit : « Réputée pour sa grande beauté, plus encore que pour ses talents de danseuse, Cléo de Mérode luttera toute sa vie contre sa réputation de demi-mondaine ». La même réputation lui est donnée lors d'une exposition sur la prostitution de la Belle Époque en 2015 au musée d'Orsay.

### Dernières années
Pendant l'Occupation, elle se retire à Saint-Gaultier, dans l’Indre. Elle retourne ensuite vivre à Paris.
En 1955, elle publie son autobiographie, intitulée Le Ballet de ma vie.
Elle meurt à l'âge de 91 ans le 17 octobre 1966, à son domicile parisien situé au 15, rue de Téhéran (8e arrondissement de Paris).
Cléo de Mérode est inhumée aux côtés de sa mère Vicentia (Cense de Merode) au cimetière du Père-Lachaise (90e division). Une statue la représentant, sculptée en 1909 par le diplomate et sculpteur espagnol Luis de Périnat, qui fut son amant de 1906 à 1919 — mais qu'elle avait quitté à la suite de son infidélité —, orne leur tombe.